# Terinaea
Terinaea is een kevergeslacht uit de familie van de boktorren (Cerambycidae). De wetenschappelijke naam van het geslacht werd voor het eerst geldig gepubliceerd in 1884 door Bates.

## Soorten
Terinaea omvat de volgende soorten:
- Terinaea atrofusca Bates, 1884
- Terinaea imasakai Hayashi, 1983
- Terinaea rufonigra Gressitt, 1940